# Berkheim
Berkheim è un comune tedesco di 3 145 abitanti situato nel land del Baden-Württemberg.